# 金子泰清
金子 泰清（かねこ やすきよ、生没年不詳）は、戦国時代の武将。上野国の国衆・沼田氏の家臣。通称は監持丞、新左衛門、美濃守。軍記物や歴史小説などでは「金子美濃守」の名で知られる。実名の「泰清」は『加沢記』による。内政・外交面で活躍した。沼田顕泰の側室の兄（または父）といわれる。沼田景義の伯父（または祖父）といわれる。
もともとは上野国利根郡追貝村の名主であったという。永禄の頃、妹（娘）が顕泰の側室となったことから追貝村から出て沼田氏の家臣となった。以後、沼田氏の家老として活躍。顕泰に取り立てられ「執権」になったという。永禄4年（1561年）の「関東幕注文」では沼田衆に「金子監持丞」の名が見られ、これが美濃守にあたると考えられている。末子であった甥（または孫）の景義を沼田氏の後継とするために策をめぐらし、反対派を追放。正当な後継者である弥七郎朝憲を謀殺したとされる。
永禄12年（1569年）に沼田氏が内紛が激化し、顕泰・景義が会津の蘆名氏の下へ逃亡すると、越後国の上杉氏に臣従する。天正6年（1578年）3月に越後で上杉謙信の死後に家督をめぐる御館の乱が発生すると、これに乗じて相模国の北条氏政が北条氏邦を派遣して沼田城を占拠する。泰清はこれに従い、猪俣邦憲・藤田信吉らと共に沼田城代となった。これに対し甲斐国の武田勝頼は上杉氏と甲越同盟を結び、後北条氏との甲相同盟は破綻して敵対関係に入った。勝頼は家臣の真田昌幸に沼田攻略を指示し、昌幸は真田家臣の矢沢頼綱に命じて沼田城を攻撃。泰清は藤田らと共に昌幸に降り、以降は上野吾妻郡・沼田郡を担当する真田昌幸の指揮下に置かれた。
『加沢記』によれば、天正9年（1581年）、沼田景義が由良国繁の力を借りて沼田城奪回を企てて挙兵し、叔父にあたる金子美濃守を計画に誘ったという。美濃守は勝頼から恩賞を約束されると景義から離反し、同年3月14日に岩櫃城代・海野幸光とともに景義を沼田城へ誘い出し謀殺したという。
武田氏滅亡後は真田氏に従い、天正17年（1589年）春頃に豊臣秀吉の裁定によって沼田城が北条領になった頃に沼田から退去したと考えられている。
『加沢記』によれば、真田昌幸に疎まれており、天正18年（1590年）の小田原合戦の後に真田家から放逐された。その後は妹婿の一場長左衛門を頼って吾妻領厚田村（現・群馬県東吾妻町）に隠棲した。東吾妻町厚田の一場氏所有の山林に墓所が現存する。

## 文学作品
- 池波正太郎『まぼろしの城』（講談社文庫、1983）
- 池波正太郎「幻影の城」（『あばれ狼』（新潮社、1989）に収録）